# Събрани произведения на К. Г. Юнг
Събраните произведения на Карл Густав Юнг е серия от книги, съдържащи първото издание в превод на английски език на главните произведения на швейцарския психиатър Карл Густав Юнг. Томовете са редактирани и преведени от немски език от Герхард Адлер и Ричард Франсис Карингтън Хъл с временната помощ и на други хора. Повечето от съдържанието на томовете не са писани като книги от Юнг, а представляват колекция от статии, есета, лекции, писма, писани от него от 1902 г. до смъртта му през 1961 г. и съставени от редактори от 1945 г. насам. Сериите съдържат ревизирани версии на вече публикувани произведения, такива, които не са били превеждани на английски език, както и нови преводи на много от писанията на Юнг. Няколко от томовете са богати илюстровани. Всеки съдържа индекс, а повечето и библиография. Преди смъртта си Юнг супервизира промените на текстовете, някои от които са много интензивни.
Огромна част от произведенията на Юнг все още са непубликувани.

## Томове от серията на изд. Болинген
Серията включва 20 тома, един от които е публикуван в две части. Всеки том има пореден номер, както е показан по-долу. Детайлно резюме на всяка глава е достъпно онлайн. Серията Routledge включват същите томове със същите номера, но с много различни дати на публикувации и няколко малки вариации в заглавията.
Volume 1 – Psychiatric Studies (1970)
Volume 2 – Experimental Researches (1973)
Volume 3 – Psychogenesis of Mental Disease (1960)
Volume 4 – Freud & Psychoanalysis (1961)
Volume 5 – Symbols of Transformation (1967, a revision of Psychology of the Unconscious, 1912)
Volume 6 – Psychological Types (1971)
Volume 7 – Two Essays on Analytical Psychology (1967)
Volume 8 – Structure & Dynamics of the Psyche (1969)
Volume 9 (Part 1) – Archetypes and the Collective Unconscious (1969)
Volume 9 (Part 2) – Aion: Researches into the Phenomenology of the Self (1969)
Volume 10 – Civilization in Transition (1970)
Volume 11 – Psychology and Religion: West and East (1970)
Volume 12 – Psychology and Alchemy (1968)
Volume 13 – Alchemical Studies (1968)
Volume 14 – Mysterium Coniunctionis (1970)
Volume 15 – Spirit in Man, Art, and Literature (1966)
Volume 16 – Practice of Psychotherapy (1966)
Volume 17 – Development of Personality (1954)
Volume 18 – The Symbolic Life (1977)
Volume 19 – General Bibliography (Revised Edition) (1990)
Volume 20 – General Index (1979)
В допълнение към 20 томните „Събрани произведения“ следните заглавия също са включени като част от серията на изд. Болинген:
- Допълнителен том A – The Zofingia Lectures
- Допълнителен том B – The Psychology of the Unconscious (first version of Symbols of Transformation)
- Analytical Psychology: Notes of the Seminars Given in 1925
- Dream Analysis: Notes of the Seminars Given in 1928 – 30
- Visions: Notes on the Seminars Given in 1930 – 34
- Nietzsche's Zarathustra: Notes of the Seminars Given in 1934 – 39: Vol 1
- Nietzsche's Zarathustra: Notes of the Seminars Given in 1934 – 39: Vol 2
- Synchronicity: An Acausal Connecting Principle

## Събрани произведения на немски език
- Bd. 1. Psychiatrische Studien
- Bd. 2: Experimentelle Untersuchungen
- Bd. 3: Psychogenese der Geisteskrankheiten
- Bd. 4: Freud und die Psychoanalyse
- Bd. 5: Symbole der Wandlung
- Bd. 6: Psychologische Typen
- Bd. 7: Zwei Schriften zur analytischen Psychologie
- Bd. 8: Die Dynamik des Unbewußten
- Bd. 9,1: Die Archetypen und das kollektive Unbewußte
- Bd. 9,2: Aion – Beiträge zur Symbolik des Selbst
- Bd. 10: Zivilisation im Übergang.
- Bd. 11: Zur Psychologie westlicher und östlicher Religion
- Bd. 12: Psychologie und Alchemie
- Bd. 13: Studien über alchemistische Vorstellungen
- Bd. 14,1: Mysterium Coniunctionis
- Bd 14,2: Mysterium Coniunctionis
- Bd. 14,3: Aurora Consurgens
- Bd. 15: Über das Phänomen des Geistes in Kunst und Wissenschaft
- Bd. 16: Praxis der Psychotherapie
- Bd. 17: Über die Entwicklung der Persönlichkeit
- Bd.18, 1+2: Das symbolische Leben
- Bd. 19: Bibliographie
- Bd. 20: Registerband

## Томове от серия „Филемон“
Серията Филемон се издава от Фондация „Филемон“. Серията ще включва допълнителни 30 тома с произведения на Юнг, които съдържат непубликувани ръкописи, семинари и кореспонденция.
- The Jung-White Letters, 2007.
- Children’s Dreams, 2008.
- Червената книга, 2009.
- The Question of Psychological Types, 2013.
- Dream Interpretation Ancient and Modern, 2014.
- The Jung & Neumann Correspondence, 2015.
- Notes from C. G. Jung's Lecture on Gérard de Nerval's „Aurélia“, 2015.
- History of Modern Psychology: Lectures Delivered at the ETH Zurich, Volume 1, 1933 – 1934, 2018.
- Dream Symbols of the Individuation Process. Notes of C. G. Jung's Seminars on Wolfgang Pauli's Dreams, 2019.
- On Theology and Psychology: The Correspondence of C. G. Jung and Adolf Keller, 2020.
- The Black Books, 2020.
- Psychology of Yoga and Meditation: Lectures Delivered at ETH Zurich, Volume 6: 1938 – 1940, 2021.